# César García Calvo
César García Calvo (Ponferrada, 24 de desembre de 1974) va ser un ciclista espanyol que fou professional entre 1999 i 2002.
De la seva carrera destaca la victòria al Circuit de Getxo i la classificació de les metes volants Volta a Espanya de 2001.

## Palmarès
- 1998
  - 1r a la Volta a Zamora
  - Vencedor d'una etapa del Cinturó a Mallorca
- 1999
  - 1r a la Volta às Terras de Santa Maria Feira i vencedor d'una etapa
- 2000
  - 1r al Circuit de Getxo
- 2002
  - Vencedor d'una etapa de la Volta al País Basc

### Resultats a la Volta a Espanya
- 1999. Abandona
- 2000. Abandona
- 2001. 87è de la classificació general
- 2003. 111è de la classificació general